# X – filmen om en farlig kvinna
X – filmen om en farlig kvinna (engelska: The File on Thelma Jordon) är en amerikansk kriminaldramafilm från 1949. Filmen är regisserad av Robert Siodmak, med manus skrivet av Ketti Frings.

## Handling
Thelma Jordon dyker en kväll upp hos den deprimerade och skåpsupande åklagaren Cleve Marshall för att be om hjälp med ett inbrottsförsök. De kommer att inleda en kärleksaffär, men när en släkting till Thelma hittas mördad pekar bevisningen på henne. Cleve försöker hjälpa Thelma så gott han kan, även om också han själv misstänker att hon döljer något.

## Rollista (i urval)
- Barbara Stanwyck – Thelma Jordon
- Wendell Corey – Cleve Marshall
- Paul Kelly – Miles Scott
- Joan Tetzel – Pamela Marshall
- Stanley Ridges – Kingsley Willis
- Richard Rober – Tony Laredo
- Minor Watson – Calvin H. Blackwell, domare
- Kasey Rogers – Dolly, sekreterare
- Barry Kelley – Melvin Pierce
- Basil Ruysdael – Jonathan David Hancock, domare
- Jane Novak – Mrs. Blackwell
- Gertrude Hoffman – Vera Edwards
- Theresa Harris – Esther